# 天台山 (四川省)
天台山位于四川省邛崃市西部，距离成都市区120公里，是国家级风景名胜区，国家森林公园，国家5A级旅游景区，同时也是世界自然遗产四川大熊猫栖息地的组成部分之一。

## 景区特色
景区内林木繁多，森林覆盖率95%，植物5000种，是都市人的天然氧吧。夏日“十里林荫”，冬季“林海雪原”。春天山花烂漫，深秋层林尽染。有山奇、水美、林幽、石怪之美名。